# 陈宣帝
陈宣帝陈顼（530年8月14日—582年2月17日），又名陈昙顼，字绍世，小字师利，南北朝时期陈朝第四位皇帝（569年－582年在位），正式諡號為「孝宣皇帝」，後世比照漢朝和西晉皇帝省略「孝」字，稱「陳宣帝」，在位14年，年号太建。

## 生平
陈顼出生于南朝梁中大通二年（530年）七月初六日（8月14日）。陳頊是高祖武皇帝陈霸先的侄子，始兴昭烈王陈道谭第二子，世祖文皇帝陈蒨的弟弟，封安成王。他本来是皇帝陈伯宗的辅佐大臣，後來在光大二年（568年）11月，陳頊叛逆廢陳伯宗為臨海王，自立為帝，是為陳宣帝。
他在位期间，兴修水利，开垦荒地，鼓励农民生产，社会经济得到了一定的恢复与发展。世祖文皇帝陳蒨的寵臣韓子高，被陳宣帝以謀反罪名殺害，韓子高死時三十二歲。
569年（太建元年），在平定华皎的叛乱后，陈顼对镇守广州十余年，而且镇守百越的欧阳纥渐生疑心，欧阳纥不愿遵从陈宣帝旨意入朝，并在地方起兵造反。他于是派遣车骑将军章昭达派兵讨伐，并且百越势力的代表冼夫人不屈服于欧阳纥的逼迫，亦帮助章昭达讨伐欧阳纥，最后欧阳纥兵败，广州平定。
573年（太建五年），陈顼在扫除内部叛乱稳定政局之后，调集十万军队，派大将吴明彻乘北齐大乱之机发动了太建北伐，攻占了吕梁（在今江苏徐州附近）和寿阳，一度占有淮、泗之地，但最后在577年被北周夺走。
总的来说，陈顼在位期间，国家比较安定，政治也较为清明。
陈顼于陈太建十四年（582年）正月初十日（582年2月17日）驾崩，享年53岁。谥号为孝宣皇帝，庙号高宗。葬显宁陵（在今南京郊区）。

## 家庭

### 后妃
1. 皇后柳敬言，河东解人，天嘉二年，为安成王妃，生陈叔宝，高宗即位后，立为皇后，陈后主尊为皇太后。陈亡入长安，大业十一年薨于东都，年八十三，葬洛阳之邙山。
2. 钱贵妃，元配，吴兴人，生河东王陈叔献
3. 彭贵人，生始兴王陈叔陵
4. 曹淑华，生豫章王陈叔英
5. 何淑仪，生长沙王陈叔坚、宜都王陈叔明
6. 魏昭容，生建安王陈叔卿
7. 袁昭容，生晋熙王陈叔文、义阳王陈叔达、新会王陈叔坦。貞觀初年卒
8. 刘昭仪，生新蔡王陈叔齐
9. 王修华，生武昌王陈叔虞
10. 韦修容，生湘东王陈叔平
11. 申婕妤，生南安王陈叔俭、南郡王陈叔澄、岳山王陈叔韶、太原王陈叔匡
12. 王姬，生淮南王陈叔彪、巴山王陈叔雄
13. 吴姬，生始兴王陈叔重
14. 徐姬，生寻阳王陈叔俨
15. 淳于姬，生岳阳王陈叔慎
16. 施姬，生临贺王陈叔敖、沅陵王陈叔兴、宁远公主陈宣华
17. 曾姬，生阳山王陈叔宣
18. 杨姬，生西阳王陈叔穆
19. 袁姬，生新兴王陈叔纯
20. 吴姬，生巴东王陈叔谟
21. 刘姬，生临江王陈叔显
22. 秦姬，生新宁王陈叔隆、新昌王陈叔荣

### 儿子
高宗有42个儿子，三子早卒。据记载，皇子陈叔叡、陈叔忠、陈叔弘、陈叔毅、陈叔训、陈叔武、陈叔处、陈叔封等八人，到陈国灭亡时还未成年，故未及封爵。但据《隋陈叔忠墓志》，陈叔忠曾封王，故其兄陈叔叡等是否曾被封王而被史书阙载，尚待考证。
1. 陈后主陈叔宝，字元秀，小字黄奴，母柳皇后
2. 始兴王陈叔陵，字子嵩，叛逆，母彭贵人
3. 豫章王陈叔英，字子烈，母曹淑华
4. 长沙王陈叔坚，字子成，母何淑仪
5. 建安王陈叔卿，字子弼，母魏昭容
6. 宜都王陈叔明，字子昭，母何淑仪
7. ？夭折
8. ？夭折
9. 河东王陈叔献，字子恭，母钱贵妃
10. ？夭折
11. 新蔡王陈叔齐，字子肃，母刘昭仪
12. 晋熙王陈叔文，字子才，母袁昭容
13. 淮南王陈叔彪，字子华，母王姬
14. 始兴王陈叔重，字子厚，母吴姬
15. 寻阳王陈叔俨，字子思，母徐姬
16. 岳阳王陈叔慎，字子敬，母淳于姬，589年被隋秦王杨俊所杀
17. 义阳王陈叔达，字子聪，母袁昭容
18. 巴山王陈叔雄，字子猛，母王姬
19. 武昌王陈叔虞，字子安，母王修华
20. 湘东王陈叔平，字子康，母韦修容
21. 临贺王陈叔敖，字子仁，母施姬
22. 阳山王陈叔宣，字子通，母曾姬
23. 西阳王陈叔穆，字子和，母杨姬
24. 南安王陈叔俭，字子约，母申婕妤
25. 南郡王陈叔澄，字子泉，母申婕妤
26. 沅陵王陈叔兴，字子推，母施姬
27. 岳山王陈叔韶，字子钦，母申婕妤
28. 新兴王陈叔纯，字子共，母袁姬
29. 巴东王陈叔谟，字子轨，母吴姬（与始兴王陈叔重母吴姬非一人）
30. 临江王陈叔显，字子明，母刘姬
31. 新会王陈叔坦，字子开，母袁昭容
32. 新宁王陈叔隆，字子远，母秦姬
33. 新昌王陈叔荣，字子彻，母秦姬
34. 太原王陈叔匡，字子佐，母申婕妤
35. 陈叔叡
36. 永城王陈叔忠，字子仪

### 女儿
- 齐熙公主陈净玲（574年－650年），第十三女，嫁沈叔安，唐朝封武康国夫人、吴兴郡夫人[2]
- 宁远公主，母施姬，隋文帝嫔妃。南宋《嘉泰吳興志》[3]称其为第十四女
- 临川长公主，母曾美人，第二十四女。隋文帝的弘政夫人，见于《嘉泰吳興志》[3]
- 武成公主，母吴妃（吴太妃），见于《嘉泰吳興志》[3]
- 陳氏，陈叔宝妹，陈灭亡后，被赐予贺若弼为妾[4]
- 乐昌公主，正史无载，见于《本事诗》和《两京新记》。下嫁徐德言，破镜重圆故事的主人翁。

## 影視形象
- 2020年电视剧《替嫁医女》：郑国霖饰陳宣帝

## 延伸阅读
[在维基数据编辑]
 《陳書/卷5》，出自姚思廉《陳書》
 《南史·卷10》，出自李延壽《南史》
 在维基共享资源阅览影像